# Герб Лузы
Герб города Лузы — опознавательно-правовой знак, служащий символом города Лузы Кировской области Российской Федерации.

## Описание герба
Описание герба:
В верхней, отсечённой, золотой части щита чёрными буквами начертано название города «ЛУЗА». В червлёном поле золотые полуель и полушестерня, сопровождаемые снизу тонким сдвоенным лазоревым шиповидным поясом.

## История создания
- 31 августа 1984 — герб города утверждён на сессии Лузского городского Совета народных депутатов (по проекту Василия Степановича Бобылева)[1].